# Velká cena Rakouska silničních motocyklů 2024
Velká cena Rakouska (oficiálně Motorrad Grand Prix von Österreich) byla jedenáctým závodním víkendem mistrovství světa silničních motocyklů 2024 kategorií MotoGP, Moto2 a Moto3 a zároveň sedmým závodním víkendem kategorie MotoE. Konala se 16. - 18. srpna na okruhu Red Bull Ring.

## Okruh
| Red Bull Ring | Red Bull Ring |
| ------------- | ------------- |
|               |               |
| Délka         | 4.348 km      |
| Počet zatáček | 10            |

## Časový harmonogram
| Datum     | Třída  | Aktivita        | Start           |
| --------- | ------ | --------------- | --------------- |
| 16. srpna | MotoE  | Trénink 1       | 8:30 (15 min.)  |
| 16. srpna | Moto3  | Volný trénink   | 9.00 (35 min.)  |
| 16. srpna | Moto2  | Volný trénink   | 9:50 (40 min.)  |
| 16. srpna | MotoGP | Volný trénink 1 | 10:45 (45 min.) |
| 16. srpna | MotoE  | Trénink 2       | 12:25 (15 min.) |
| 16. srpna | Moto3  | Trénink 1       | 13:15 (50 min.) |
| 16. srpna | Moto2  | Trénink 1       | 14:05 (40 min.) |
| 16. srpna | MotoGP | Trénink         | 15:00 (60 min.) |
| 16. srpna | MotoE  | Kvalifikace 1   | 17:05 (10 min.) |
| 16. srpna | MotoE  | Kvalifikace 2   | 17:25 (10 min.) |
| 17. srpna | Moto3  | Trénink 2       | 8:40 (30 min.)  |
| 17. srpna | Moto2  | Trénink 2       | 9:25 (30 min.)  |
| 17. srpna | MotoGP | Volný trénink 2 | 10:10 (55 min.) |
| 17. srpna | MotoGP | Kvalifikace 1   | 10:50 (15 min.) |
| 17. srpna | MotoGP | Kvalifikace 2   | 11:15 (15 min.) |
| 17. srpna | MotoE  | 1. závod        | 12:15 (7 kol)   |
| 17. srpna | Moto3  | Kvalifikace 1   | 12:50 (15 min.) |
| 17. srpna | Moto3  | Kvalifikace 2   | 13:15 (15 min.) |
| 17. srpna | Moto2  | Kvalifikace 1   | 13:45 (15 min.) |
| 17. srpna | Moto2  | Kvalifikace 2   | 14:10 (15 min.) |
| 17. srpna | MotoGP | Sprint          | 15:00 (14 kol)  |
| 17. srpna | MotoE  | 2. závod        | 16:10 (7 kol)   |
| 18. srpna | MotoGP | Warm Up         | 9:40 (10 min.)  |
| 18. srpna | Moto3  | Závod           | 11:00 (20 kol)  |
| 18. srpna | Moto2  | Závod           | 12:15 (23 kol)  |
| 18. srpna | MotoGP | Závod           | 14:00 (28 kol)  |
| Zdroj:    |        |                 |                 |

## Startovní listina

### Změny

#### MotoGP
Lorenzo Savadori, Stefan Bradl a Pol Espargaró jeli jako jezdci na divokou kartu.

#### Moto2
Mattia Pasini a Jorge Navarro jeli na divokou kartu.
Turecký závodník Deniz Öncü se po zranění vrátil do sedla motocyklu.

#### Moto3
Jako jezdec na divokou kartu jel rakouský jezdec Jakob Rosenthaler.
Po zranění se vrátili Taiyo Furusato a Luca Lunetta.
| #      | Jezdec                  | Tým                               | Motocykl                |
| MotoGP | MotoGP                  | MotoGP                            | MotoGP                  |
| ------ | ----------------------- | --------------------------------- | ----------------------- |
| 1      | Francesco Bagnaia       | Ducati Lenovo Team                | Ducati Desmosedici GP24 |
| 5      | Johann Zarco            | Castrol Honda LCR                 | Honda RC213V            |
| 6      | Stefan Bradl            | HRC Test Team                     | Honda RC213V            |
| 10     | Luca Marini             | Repsol Honda Team                 | Honda RC213V            |
| 12     | Maverick Viñales        | Aprilia Racing                    | Aprilia RS-GP24         |
| 20     | Fabio Quartararo        | Monster Energy Yamaha MotoGP Team | Yamaha YZR-M1           |
| 21     | Franco Morbidelli       | Prima Pramac Racing               | Ducati Desmosedici GP24 |
| 23     | Enea Bastianini         | Ducati Lenovo Team                | Ducati Desmosedici GP24 |
| 25     | Raúl Fernández          | Trackhouse Racing                 | Aprilia RS-GP23         |
| 30     | Takaaki Nakagami        | Castrol Honda LCR                 | Honda RC213V            |
| 31     | Pedro Acosta            | Red Bull GasGas Tech3             | KTM RC16                |
| 32     | Lorenzo Savadori        | Aprilia Racing                    | Aprilia RS-GP24         |
| 33     | Brad Binder             | Red Bull KTM Factory Racing       | KTM RC16                |
| 36     | Joan Mir                | Repsol Honda Team                 | Honda RC213V            |
| 37     | Augusto Fernández       | Red Bull GasGas Tech3             | KTM RC16                |
| 41     | Aleix Espargaró         | Aprilia Racing                    | Aprilia RS-GP24         |
| 42     | Álex Rins               | Monster Energy Yamaha MotoGP Team | Yamaha YZR-M1           |
| 43     | Jack Miller             | Red Bull KTM Factory Racing       | KTM RC16                |
| 44     | Pol Espargaró           | Red Bull KTM Factory Racing       | KTM RC16                |
| 49     | Fabio Di Giannantonio   | Pertamina Enduro VR46 Racing Team | Ducati Desmosedici GP23 |
| 72     | Marco Bezzecchi         | Pertamina Enduro VR46 Racing Team | Ducati Desmosedici GP23 |
| 73     | Álex Márquez            | Gresini Racing MotoGP             | Ducati Desmosedici GP23 |
| 88     | Miguel Oliveira         | Trackhouse Racing                 | Aprilia RS-GP24         |
| 89     | Jorge Martín            | Prima Pramac Racing               | Ducati Desmosedici GP24 |
| 93     | Marc Márquez            | Gresini Racing MotoGP             | Ducati Desmosedici GP23 |
| Moto2  |                         |                                   |                         |
| #      | Jezdec                  | Tým                               | Motocykl                |
| 3      | Sergio García           | MT Helmets - MSi                  | Boscoscuro B-24         |
| 5      | Jaume Masià             | Preicanos Racing Team             | Kalex Moto2             |
| 7      | Barry Baltus            | RW-Idrofoglia Racing GP           | Kalex Moto2             |
| 9      | Jorge Navarro           | Klint Forward Factory Team        | Forward F2              |
| 10     | Diogo Moreira           | Italtrans Racing Team             | Kalex Moto2             |
| 11     | Álex Escrig             | Klint Forward Factory Team        | Forward F2              |
| 12     | Filip Salač             | Elf Marc VDS Racing Team          | Kalex Moto2             |
| 13     | Celestino Vietti        | Red Bull KTM Ajo                  | Kalex Moto2             |
| 14     | Tony Arbolino           | Elf Marc VDS Racing Team          | Kalex Moto2             |
| 15     | Darryn Binder           | Liqui Moly Husqvarna Intact GP    | Kalex Moto2             |
| 16     | Joe Roberts             | OnlyFans American Racing Team     | Kalex Moto2             |
| 18     | Manuel González         | QJmotor Gresini Moto2             | Kalex Moto2             |
| 19     | Mattia Pasini           | Speed Up Racing                   | Boscoscuro B-24         |
| 20     | Xavi Cardelús           | Fantic Racing                     | Kalex Moto2             |
| 21     | Alonso López            | Speed Up Racing                   | Boscoscuro B-24         |
| 22     | Ayumu Sasaki            | Yamaha VR46 Master Camp Team      | Kalex Moto2             |
| 24     | Marcos Ramírez          | OnlyFans American Racing Team     | Kalex Moto2             |
| 28     | Izan Guevara            | CFMoto Aspar Team                 | Kalex Moto2             |
| 34     | Mario Aji               | Idemitsu Honda Team Asia          | Kalex Moto2             |
| 35     | Somkiat Chantra         | Idemitsu Honda Team Asia          | Kalex Moto2             |
| 43     | Xavier Artigas          | Klint Forward Factory Team        | Forward F2              |
| 44     | Arón Canet              | Fantic Racing                     | Kalex Moto2             |
| 52     | Jeremy Alcoba           | Yamaha VR46 Master Camp Team      | Kalex Moto2             |
| 53     | Deniz Öncü              | Red Bull KTM Ajo                  | Kalex Moto2             |
| 54     | Fermín Aldeguer         | Speed Up Racing                   | Boscoscuro B-24         |
| 64     | Bo Bendsneyder          | Preicanos Racing Team             | Kalex Moto2             |
| 71     | Dennis Foggia           | Italtrans Racing Team             | Kalex Moto2             |
| 75     | Albert Arenas           | QJmotor Gresini Moto2             | Kalex Moto2             |
| 79     | Ai Ogura                | MT Helmets - MSi                  | Boscoscuro B-24         |
| 81     | Senna Agius             | Liqui Moly Husqvarna Intact GP    | Kalex Moto2             |
| 84     | Zonta van den Goorbergh | RW-Idrofoglia Racing GP           | Kalex Moto2             |
| 96     | Jake Dixon              | CFMoto Aspar Team                 | Kalex Moto2             |
| Moto3  |                         |                                   |                         |
| #      | Jezdec                  | Tým                               | Motocykl                |
| 5      | Tatchakorn Buasri       | Honda Team Asia                   | Honda NSF250RW          |
| 6      | Ryusei Yamanaka         | MT Helmets -MSi                   | KTM RC250GP             |
| 7      | Filippo Farioli         | Sic58 Squadra Corse               | Honda NSF250RW          |
| 10     | Nicola Carraro          | LevelUp - MTA                     | KTM RC250GP             |
| 12     | Jacob Roulstone         | Red Bull GasGas Tech3             | Gas Gas RC250GP         |
| 18     | Matteo Bertelle         | Rivacold Snipers Team             | Honda NSF250RW          |
| 19     | Scott Ogden             | MLav Racing                       | Honda NSF250RW          |
| 21     | Vicente Pérez           | Red Bull KTM Ajo                  | KTM RC250GP             |
| 22     | David Almansa           | Rivacold Snipers Team             | Honda NSF250RW          |
| 24     | Tatsuki Suzuki          | Liqui Moly Husqvarna Intact GP    | Husqvarna FR250GP       |
| 31     | Adrián Fernández        | Leopard Racing                    | Honda NSF250RW          |
| 34     | Jakob Rosenthaler       | Liqui Moly Husqvarna Intact GP    | Husqvarna FR250GP       |
| 36     | Ángel Piqueras          | Leopard Racing                    | Honda NSF250RW          |
| 48     | Iván Ortolá             | MT Helmets - MSi                  | KTM RC250GP             |
| 54     | Riccardo Rossi          | CIP Green Power                   | KTM RC250GP             |
| 55     | Noah Dettwiler          | CIP Green Power                   | KTM RC250GP             |
| 58     | Luca Lunetta            | Sic58 Squadra Corse               | Honda NSF250RW          |
| 64     | David Muñoz             | Boé Motorsports                   | KTM RC250GP             |
| 66     | Joel Kelso              | Boé Motorsports                   | KTM RC250GP             |
| 72     | Taiyo Furusato          | Honda Team Asia                   | Honda NSF250RW          |
| 78     | Joel Esteban            | CFMoto Aspar Team                 | CFMoto Moto3            |
| 80     | David Alonso            | CFMoto Aspar Team                 | CFMoto Moto3            |
| 82     | Stefano Nepa            | LevelUp - MTA                     | KTM RC250GP             |
| 85     | Xabi Zurutuza           | Red Bull KTM Ajo                  | KTM RC250GP             |
| 95     | Collin Veijer           | Liqui Moly Husqvarna Intact GP    | Husqvarna FR250GP       |
| 96     | Daniel Holgado          | Red Bull Gas Gas Tech3            | Gas Gas RC250GP         |
| 99     | José Antonio Rueda      | Red Bull KTM Ajo                  | KTM RC250GP             |
| MotoE  |                         |                                   |                         |
| #      | Jezdec                  | Tým                               | Motocykl                |
| 3      | Lukas Tulovic           | Dynavolt Intact GP MotoE          | Ducati V21L             |
| 4      | Héctor Garzó            | Dynavolt Intact GP MotoE          | Ducati V21L             |
| 6      | Maria Herrera           | Klint Forward Factory Team        | Ducati V21L             |
| 7      | Chaz Davies             | Aruba Cloud MotoE Racing Team     | Ducati V21L             |
| 9      | Andrea Mantovani        | Klint Forward Factory Team        | Ducati V21L             |
| 11     | Matteo Ferrari          | Felo Gresini MotoE                | Ducati V21L             |
| 21     | Kevin Zannoni           | Openbank Aspar Team               | Ducati V21L             |
| 29     | Nicholas Spinelli       | Tech3 E-Racing                    | Ducati V21L             |
| 34     | Kevin Manfredi          | Ongetta Sic58 Squadra Corse       | Ducati V21L             |
| 40     | Mattia Casadei          | LCR E-Team                        | Ducati V21L             |
| 51     | Eric Granado            | LCR E-Team                        | Ducati V21L             |
| 55     | Massimo Roccoli         | Ongetta Sic58 Squadra Corse       | Ducati V21L             |
| 61     | Alessandro Zaccone      | Tech3 E-Racing                    | Ducati V21L             |
| 72     | Alessio Finello         | Felo Gresini MotoE                | Ducati V21L             |
| 77     | Miquel Pons             | Axxis – MSI                       | Ducati V21L             |
| 80     | Armando Pontone         | Aruba Cloud MotoE Racing Team     | Ducati V21L             |
| 81     | Jordi Torres            | Openbank Aspar Team               | Ducati V21L             |
| 99     | Oscar Gutiérrez         | Axxis – MSI                       | Ducati V21L             |

## MotoGP

### Trénink
Fabio Di Giannantonio byl po pádu deklarován jako nezpůsobilý pro pokračování v závodním víkendu.

### Kvalifikace
| *                                                 | *                                                 | *                                                  |
| _______1_______ Jorge Martín Ducati 1:27.748      |                                                   |                                                    |
|                                                   | _______2_______ Francesco Bagnaia Ducati 1:27.889 |                                                    |
|                                                   |                                                   | _______3_______ Marc Márquez Ducati 1:28.292       |
| _______4_______ Aleix Espargaró Aprilia 1:28.344  |                                                   |                                                    |
|                                                   | _______5_______ Jack Miller KTM 1:28.546          |                                                    |
|                                                   |                                                   | _______6_______ Maverick Viñales Aprilia 1:28.645  |
| _______7_______ Enea Bastianini Ducati 1:28.682   |                                                   |                                                    |
|                                                   | _______8_______ Franco Morbidelli Ducati 1:28.724 |                                                    |
|                                                   |                                                   | _______9_______ Marco Bezzecchi Ducati 1:28.732    |
| _______10_______ Pol Espargaró KTM 1:28.763       |                                                   |                                                    |
|                                                   | _______11_______ Álex Márquez Ducati 1:28.792     |                                                    |
|                                                   |                                                   | _______12_______ Brad Binder KTM 1:28.910          |
| _______13_______ Miguel Oliveira Aprilia 1:28.635 |                                                   |                                                    |
|                                                   | _______14_______ Pedro Acosta KTM 1:28.659        |                                                    |
|                                                   |                                                   | _______15_______ Fabio Quartararo Yamaha 1:29.047  |
| _______16_______ Augusto Fernández KTM 1:29.104   |                                                   |                                                    |
|                                                   | _______17_______ Johann Zarco Honda 1:29.165      |                                                    |
|                                                   |                                                   | _______18_______ Luca Marini Honda 1:29.259        |
| _______19_______ Joan Mir Honda 1:29.344          |                                                   |                                                    |
|                                                   | _______20_______ Raúl Fernández Aprilia 1:29.428  |                                                    |
|                                                   |                                                   | _______21_______ Álex Rins Yamaha 1:29.552         |
| _______22_______ Takaaki Nakagami Honda 1:29.612  |                                                   |                                                    |
|                                                   | _______23_______ Stefan Bradl Honda 1:29.692      |                                                    |
|                                                   |                                                   | _______24_______ Lorenzo Savadori Aprilia 1:29.899 |
| ------------------------------------------------- | ------------------------------------------------- | -------------------------------------------------- |

Zdroj

### Sprint
| Pozice | Jezdec            | Motocykl | Kola | Čas                       | Body |
| ------ | ----------------- | -------- | ---- | ------------------------- | ---- |
| 1      | Francesco Bagnaia | Ducati   | 14   | 20:59.768                 | 12   |
| 2      | Jorge Martín      | Ducati   | 14   | +4.673                    | 9    |
| 3      | Aleix Espargaró   | Aprilia  | 14   | +7.584                    | 7    |
| 4      | Enea Bastianini   | Ducati   | 14   | +9.685                    | 6    |
| 5      | Jack Miller       | KTM      | 14   | +10.421                   | 5    |
| 6      | Franco Morbidelli | Ducati   | 14   | +10.523                   | 4    |
| 7      | Brad Binder       | KTM      | 14   | +10.941                   | 3    |
| 8      | Marco Bezzecchi   | Ducati   | 14   | +11.932                   | 2    |
| 9      | Pol Espargaró     | KTM      | 14   | +15.101                   | 1    |
| 10     | Pedro Acosta      | KTM      | 14   | +16.611                   |      |
| 11     | Maverick Viñales  | Aprilia  | 14   | +16.759                   |      |
| 12     | Fabio Quartararo  | Yamaha   | 14   | +17.943                   |      |
| 13     | Miguel Oliveira   | Aprilia  | 14   | +18.304                   |      |
| 14     | Raúl Fernández    | Aprilia  | 14   | +19.185                   |      |
| 15     | Johann Zarco      | Honda    | 14   | +21.330                   |      |
| 16     | Takaaki Nakagami  | Honda    | 14   | +22.940                   |      |
| 17     | Luca Marini       | Honda    | 14   | +25.830                   |      |
| 18     | Lorenzo Savadori  | Aprilia  | 14   | +26.622                   |      |
| 19     | Joan Mir          | Honda    | 14   | +27.458                   |      |
| 20     | Álex Márquez      | Ducati   | 14   | +37.870                   |      |
| DNF    | Augusto Fernández | KTM      | 11   | Technický problém         |      |
| DNF    | Álex Rins         | Yamaha   | 10   | Pád                       |      |
| DNF    | Marc Márquez      | Ducati   | 10   | Technický problém po pádu |      |
| DNF    | Stefan Bradl      | Honda    | 5    | Technický problém         |      |
| Zdroj  |                   |          |      |                           |      |

### Závod
| Pozice | Jezdec            | Motocykl | Kola | Čas               | Body |
| ------ | ----------------- | -------- | ---- | ----------------- | ---- |
| 1      | Francesco Bagnaia | Ducati   | 28   | 42:11.173         | 25   |
| 2      | Jorge Martín      | Ducati   | 28   | +3.232            | 20   |
| 3      | Enea Bastianini   | Ducati   | 28   | +7.357            | 16   |
| 4      | Marc Márquez      | Ducati   | 28   | +13.836           | 13   |
| 5      | Brad Binder       | KTM      | 28   | +18.620           | 11   |
| 6      | Marco Bezzecchi   | Ducati   | 28   | +21.206           | 10   |
| 7      | Maverick Viñales  | Aprilia  | 28   | +24.322           | 9    |
| 8      | Franco Morbidelli | Ducati   | 28   | +27.677           | 8    |
| 9      | Aleix Espargaró   | Aprilia  | 28   | +28.829           | 7    |
| 10     | Álex Márquez      | Ducati   | 28   | +30.268           | 6    |
| 11     | Pol Espargaró     | KTM      | 28   | +30.526           | 5    |
| 12     | Miguel Oliveira   | Aprilia  | 28   | +30.702           | 4    |
| 13     | Pedro Acosta      | KTM      | 28   | +33.736           | 3    |
| 14     | Takaaki Nakagami  | Honda    | 28   | +36.310           | 2    |
| 15     | Augusto Fernández | KTM      | 28   | +36.522           | 1    |
| 16     | Álex Rins         | Yamaha   | 28   | +37.571           |      |
| 17     | Joan Mir          | Honda    | 28   | +40.432           |      |
| 18     | Fabio Quartararo  | Yamaha   | 28   | +43.788           |      |
| 19     | Jack Miller       | KTM      | 28   | +44.134           |      |
| 20     | Lorenzo Savadori  | Aprilia  | 28   | +44.576           |      |
| 21     | Johann Zarco      | Honda    | 28   | +54.126           |      |
| 22     | Stefan Bradl      | Honda    | 28   | +54.923           |      |
| DNF    | Raúl Fernández    | Aprilia  | 27   | Technický problém |      |
| DNF    | Luca Marini       | Honda    | 5    | Technický problém |      |
| Zdroj  |                   |          |      |                   |      |

### Stav mistrovství po závodě
| 1 | Francesco Bagnaia | 275 | 1 | Ducati  | 389 | 1 | Ducati Lenovo Team                | 489 |
| 2 | Jorge Martín      | 270 | 2 | Aprilia | 208 | 2 | Prima Pramac Racing               | 343 |
| 3 | Enea Bastianini   | 214 | 3 | KTM     | 194 | 3 | Gresini Racing MotoGP             | 290 |
| 4 | Marc Márquez      | 192 | 4 | Yamaha  | 53  | 4 | Aprilia Racing                    | 252 |
| 5 | Maverick Viñales  | 139 | 5 | Honda   | 28  | 5 | Pertamina Enduro VR46 Racing Team | 177 |

## Moto2

### Kvalifikace
| *                                                  | *                                                    | *                                                       |
| _______1_______ Celestino Vietti Kalex 1:33.855    |                                                      |                                                         |
|                                                    | _______2_______ Arón Canet Kalex 1:33.913            |                                                         |
|                                                    |                                                      | _______3_______ Sergio García Boscoscuro 1:33.992       |
| _______4_______ Alonso López Boscoscuro 1:34.110   |                                                      |                                                         |
|                                                    | _______5_______ Jake Dixon Kalex 1:34.155            |                                                         |
|                                                    |                                                      | _______6_______ Marcos Ramírez Kalex 1:34.185           |
| _______7_______ Tony Arbolino Kalex 1:34.093       |                                                      |                                                         |
|                                                    | _______8_______ Somkiat Chantra Kalex 1:34.195       |                                                         |
|                                                    |                                                      | _______9_______ Manuel González Kalex 1:34.235          |
| _______10_______ Izan Guevara Kalex 1:34.265       |                                                      |                                                         |
|                                                    | _______11_______ Joe Roberts Kalex 1:34.316          |                                                         |
|                                                    |                                                      | _______12_______ Darryn Binder Kalex 1:34.323           |
| _______13_______ Albert Arenas Kalex 1:34.333      |                                                      |                                                         |
|                                                    | _______14_______ Deniz Öncü Kalex 1:34.338           |                                                         |
|                                                    |                                                      | _______15_______ Zonta van den Goorbergh Kalex 1:34.371 |
| _______16_______ Filip Salač Kalex 1:34.476        |                                                      |                                                         |
|                                                    | _______17_______ Fermín Aldeguer Boscoscuro 1:34.592 |                                                         |
|                                                    |                                                      | _______18_______ Senna Agius Kalex 1:34.690             |
| _______19_______ Jeremy Alcoba Kalex 1:34.560      |                                                      |                                                         |
|                                                    | _______20_______ Bo Bendsneyder Kalex 1:34.647       |                                                         |
|                                                    |                                                      | _______21_______ Jaume Masià Kalex 1:34.681             |
| _______22_______ Mattia Pasini Boscoscuro 1:34.713 |                                                      |                                                         |
|                                                    | _______23_______ Barry Baltus Kalex 1:34.940         |                                                         |
|                                                    |                                                      | _______24_______ Mario Aji Kalex 1:34.979               |
| _______25_______ Álex Escrig Forward 1:35.053      |                                                      |                                                         |
|                                                    | _______26_______ Ayumu Sasaki Kalex 1:35.134         |                                                         |
|                                                    |                                                      | _______27_______ Dennis Foggia Kalex 1:35.199           |
| _______28_______ Xavier Artigas Forward 1:35.348   |                                                      |                                                         |
|                                                    | _______29_______ Jorge Navarro Forward 1:35.356      |                                                         |
|                                                    |                                                      | _______30_______ Xavi Cardelús Kalex 1:35.377           |
| _______31_______ Diogo Moreira Kalex 1:36.145      |                                                      |                                                         |
| -------------------------------------------------- | ---------------------------------------------------- | ------------------------------------------------------- |

Zdroj:

### Závod
| Pozice | Jezdec                  | Motocykl   | Kola | Čas               | Body |
| ------ | ----------------------- | ---------- | ---- | ----------------- | ---- |
| 1      | Celestino Vietti        | Kalex      | 23   | 36:22.427         | 25   |
| 2      | Alonso López            | Boscoscuro | 23   | +1.850            | 20   |
| 3      | Jake Dixon              | Kalex      | 23   | +1.974            | 16   |
| 4      | Arón Canet              | Kalex      | 23   | +2.075            | 13   |
| 5      | Tony Arbolino           | Kalex      | 23   | +6.814            | 11   |
| 6      | Marcos Ramírez          | Kalex      | 23   | +12.392           | 10   |
| 7      | Darryn Binder           | Kalex      | 23   | +12.514           | 9    |
| 8      | Somkiat Chantra         | Kalex      | 23   | +12.604           | 8    |
| 9      | Joe Roberts             | Kalex      | 23   | +13.398           | 7    |
| 10     | Filip Salač             | Kalex      | 23   | +13.429           | 6    |
| 11     | Deniz Öncü              | Kalex      | 23   | +13.872           | 5    |
| 12     | Izan Guevara            | Kalex      | 23   | +14.336           | 4    |
| 13     | Manuel González         | Kalex      | 23   | +14.403           | 3    |
| 14     | Sergio García           | Boscoscuro | 23   | +15.990           | 2    |
| 15     | Senna Agius             | Kalex      | 23   | +18.121           | 1    |
| 16     | Diogo Moreira           | Kalex      | 23   | +23.198           |      |
| 17     | Albert Arenas           | Kalex      | 23   | +23.378           |      |
| 18     | Zonta van den Goorbergh | Kalex      | 23   | +26.128           |      |
| 19     | Jaume Masià             | Kalex      | 23   | +26.963           |      |
| 20     | Fermín Aldeguer         | Boscoscuro | 23   | +27.138           |      |
| 21     | Ayumu Sasaki            | Kalex      | 23   | +27.206           |      |
| 22     | Bo Bendsneyder          | Kalex      | 23   | +27.439           |      |
| 23     | Mattia Pasini           | Boscoscuro | 23   | +28.424           |      |
| 24     | Jeremy Alcoba           | Kalex      | 23   | +30.801           |      |
| 25     | Xavier Artigas          | Forward    | 23   | +37.518           |      |
| 26     | Xavi Cardelús           | Kalex      | 23   | +48.984           |      |
| DNF    | Jorge Navarro           | Forward    | 21   | Pád               |      |
| DNF    | Dennis Foggia           | Kalex      | 11   | Pád               |      |
| DNF    | Barry Baltus            | Kalex      | 5    | Technický problém |      |
| DNF    | Mario Aji               | Kalex      | 0    | Pád               |      |
| DNF    | Álex Escrig             | Forward    | 0    | Pád               |      |
| Zdroj  |                         |            |      |                   |      |

### Stav mistrovství po závodě
| 1 | Sergio García   | 162 | 1 | Boscoscuro                  | 237 | 1 | MT Helmets – MSi              | 304 |
| 2 | Ai Ogura        | 142 | 2 | Kalex                       | 222 | 2 | MB Conveyors Speed Up         | 232 |
| 3 | Joe Roberts     | 130 | 3 | Forward                     | 6   | 3 | OnlyFans American Racing Team | 185 |
| 4 | Alonso López    | 120 |   |                             |     | 4 | QJmotor Gresini Moto2         | 147 |
| 5 | Fermín Aldeguer | 112 | 5 | CFMoto Polarcube Aspar Team | 119 |   |                               |     |

## Moto3

### Kvalifikace
| *                                                     | *                                                 | *                                                 |
| _______1_______ Iván Ortolá KTM 1:40.057              |                                                   |                                                   |
|                                                       | _______2_______ Joel Kelso KTM 1:40.200           |                                                   |
|                                                       |                                                   | _______3_______ Collin Veijer Husqvarna 1:40.216  |
| _______4_______ Daniel Holgado Gas Gas 1:40.259       |                                                   |                                                   |
|                                                       | _______5_______ José Antonio Rueda KTM 1:40.287   |                                                   |
|                                                       |                                                   | _______6_______ David Alonso CFMoto 1:40.338      |
| _______7_______ Matteo Bertelle Honda 1:40.482        |                                                   |                                                   |
|                                                       | _______8_______ Ángel Piqueras Honda 1:40.534     |                                                   |
|                                                       |                                                   | _______9_______ David Muñoz KTM 1:40.624          |
| _______10_______ Ryusei Yamanaka KTM 1:40.678         |                                                   |                                                   |
|                                                       | _______11_______ Xabi Zurutuza KTM 1:40.781       |                                                   |
|                                                       |                                                   | _______12_______ Adrián Fernández Honda 1:40.787  |
| _______13_______ Tatsuki Suzuki Husqvarna 1:40.927    |                                                   |                                                   |
|                                                       | _______14_______ Stefano Nepa KTM 1:40.945        |                                                   |
|                                                       |                                                   | _______15_______ Jacob Roulstone Gas Gas 1:40.962 |
| _______16_______ Luca Lunetta Honda 1:40.970          |                                                   |                                                   |
|                                                       | _______17_______ Taiyo Furusato Honda 1:41.282    |                                                   |
|                                                       |                                                   | _______18_______ Joel Esteban CFMoto 1:41.751     |
| _______19_______ Nicola Carraro KTM 1:41.500          |                                                   |                                                   |
|                                                       | _______20_______ Tatchakorn Buasri Honda 1:41.548 |                                                   |
|                                                       |                                                   | _______21_______ Filippo Farioli Honda 1:41.627   |
| _______22_______ Vicente Pérez Honda 1:41.696         |                                                   |                                                   |
|                                                       | _______23_______ Riccardo Rossi KTM 1:41.783      |                                                   |
|                                                       |                                                   | _______24_______ David Almansa Honda 1:42.092     |
| _______25_______ Jakob Rosenthaler Husqvarna 1:42.513 |                                                   |                                                   |
|                                                       | _______26_______ Noah Dettwiler KTM 1:42.541      |                                                   |
|                                                       |                                                   | _______27_______ Scott Ogden Honda 1:41.309       |
| ----------------------------------------------------- | ------------------------------------------------- | ------------------------------------------------- |

Zdroj:

### Závod
| Pozice | Jezdec             | Motocykl  | Kola | Čas       | Body |
| ------ | ------------------ | --------- | ---- | --------- | ---- |
| 1      | David Alonso       | CFMoto    | 20   | 33:40.607 | 25   |
| 2      | David Muńoz        | KTM       | 20   | +0.121    | 20   |
| 3      | Daniel Holgado     | Gas Gas   | 20   | +0.126    | 16   |
| 4      | Ángel Piqueras     | Honda     | 20   | +0.211    | 13   |
| 5      | Collin Veijer      | Husqvarna | 20   | +0.303    | 11   |
| 6      | Adrián Fernández   | Honda     | 20   | +2.726    | 10   |
| 7      | José Antonio Rueda | KTM       | 20   | +2.790    | 9    |
| 8      | Joel Kelso         | KTM       | 20   | +2.886    | 8    |
| 9      | Iván Ortolá        | KTM       | 20   | +7.542    | 7    |
| 10     | Riccardo Rossi     | KTM       | 20   | +7.964    | 6    |
| 11     | Matteo Bertelle    | Honda     | 20   | +8.384    | 5    |
| 12     | Tatsuki Suzuki     | Husqvarna | 20   | +8.447    | 4    |
| 13     | Ryusei Yamanaka    | KTM       | 20   | +11.633   | 3    |
| 14     | Jacob Roulstone    | Gas Gas   | 20   | +11.704   | 2    |
| 15     | Taiyo Furusato     | Honda     | 20   | +13.842   | 1    |
| 16     | Nicola Carraro     | KTM       | 20   | +19.177   |      |
| 17     | Luca Lunetta       | Honda     | 20   | +19.213   |      |
| 18     | Xabi Zurutuza      | KTM       | 20   | +19.272   |      |
| 19     | Scott Ogden        | Honda     | 20   | +20.621   |      |
| 20     | David Almansa      | Honda     | 20   | +20.768   |      |
| 21     | Tatchakorn Buasri  | Honda     | 20   | +24.093   |      |
| 22     | Jakob Rosenthaler  | Husqvarna | 20   | +24.987   |      |
| 23     | Vicente Pérez      | Honda     | 20   | +25.236   |      |
| 24     | Noah Dettwiler     | KTM       | 20   | +29.017   |      |
| 25     | Joel Esteban       | CFMoto    | 20   | +30.457   |      |
| 26     | Filippo Farioli    | Honda     | 20   | +45.527   |      |
| DNF    | Stefano Nepa       | KTM       | 14   | Pád       |      |
| Zdroj  |                    |           |      |           |      |

### Stav mistrovství po závodě
| 1 | David Alonso   | 224 | 1 | CFMoto    | 224 | 1 | CFMoto Valresa Aspar Team      | 265 |
| 2 | Iván Ortolá    | 153 | 2 | KTM       | 199 | 2 | MT Helmets – MSi               | 238 |
| 3 | Daniel Holgado | 149 | 3 | Husqvarna | 159 | 3 | Red Bull GasGas Tech3          | 195 |
| 4 | Collin Veijer  | 142 | 4 | Gas Gas   | 154 | 4 | Liqui Moly Husqvarna Intact GP | 190 |
| 5 | David Muñoz    | 106 | 5 | Honda     | 131 | 5 | Boé Motorsports                | 180 |

## MotoE

### Kvalifikace
Startovní rošt byl stejný pro oba závody.
| *                                                | *                                                  | *                                                  |
| _______1_______ Oscar Gutiérrez Ducati 1:37.970  |                                                    |                                                    |
|                                                  | _______2_______ Héctor Garzó Ducati 1:38.036       |                                                    |
|                                                  |                                                    | _______3_______ Kevin Zannoni Ducati 1:38.063      |
| _______4_______ Lukas Tulovic Ducati 1:38.137    |                                                    |                                                    |
|                                                  | _______5_______ Jordi Torres Ducati 1:38.303       |                                                    |
|                                                  |                                                    | _______6_______ Miquel Pons Ducati 1:38.367        |
| _______7_______ Eric Granado Ducati 1:38.382     |                                                    |                                                    |
|                                                  | _______8_______ Alessandro Zaccone Ducati 1:38.430 |                                                    |
|                                                  |                                                    | _______9_______ Mattia Casadei Ducati 1:38.531     |
| _______10_______ Matteo Ferrari Ducati 1:39.013  |                                                    |                                                    |
|                                                  | _______11_______ Andrea Mantovani Ducati 1:38.528  |                                                    |
|                                                  |                                                    | _______12_______ Nicholas Spinelli Ducati 1:38.632 |
| _______13_______ Alessio Finello Ducati 1:38.886 |                                                    |                                                    |
|                                                  | _______14_______ Maria Herrera Ducati 1:39.085     |                                                    |
|                                                  |                                                    | _______15_______ Kevin Manfredi Ducati 1:39.552    |
| _______16_______ Chaz Davies Ducati 1:39.623     |                                                    |                                                    |
|                                                  | _______17_______ Armando Pontone Ducati 1:40.545   |                                                    |
|                                                  |                                                    | _______18_______ Massimo Roccoli Ducati 1:39.125   |
| ------------------------------------------------ | -------------------------------------------------- | -------------------------------------------------- |

Zdroj:

### 1. závod
| Pozice | Jezdec             | Kola | Čas       | Body |
| ------ | ------------------ | ---- | --------- | ---- |
| 1      | Oscar Gutiérrez    | 7    | 11:35.551 | 25   |
| 2      | Héctor Garzó       | 7    | +0.246    | 20   |
| 3      | Mattia Casadei     | 7    | +1.430    | 16   |
| 4*     | Kevin Zannoni      | 7    | +0.901    | 13   |
| 5      | Jordi Torres       | 7    | +1.506    | 11   |
| 6      | Alessandro Zaccone | 7    | +2.878    | 10   |
| 7      | Andrea Mantovani   | 7    | +6.619    | 9    |
| 8*     | Lukas Tulovic      | 7    | +6.571    | 8    |
| 9      | Massimo Roccoli    | 7    | +7.482    | 7    |
| 10     | Maria Herrera      | 7    | +7.575    | 6    |
| 11     | Nicholas Spinelli  | 7    | +8.275    | 5    |
| 12     | Alessio Finello    | 7    | +11.662   | 4    |
| 13     | Chaz Davies        | 7    | +13.265   | 3    |
| 14     | Kevin Manfredi     | 7    | +13.432   | 2    |
| 15     | Armando Pontone    | 7    | +14.085   | 1    |
| DNF    | Eric Granado       | 4    | Pád       |      |
| DNF    | Miquel Pons        | 1    | Pád       |      |
| DNF    | Matteo Ferrari     | 0    | Pád       |      |
| Zdroj  |                    |      |           |      |

*Penalizace přepuštění 1 pozice za nedodržení tratových limitů v posledním kole.

### 2. závod
| Pozice | Jezdec             | Kola | Čas       | Body |
| ------ | ------------------ | ---- | --------- | ---- |
| 1      | Héctor Garzó       | 7    | 11:34.303 | 25   |
| 2      | Kevin Zannoni      | 7    | +0.069    | 20   |
| 3      | Mattia Casadei     | 7    | +0.094    | 16   |
| 4      | Jordi Torres       | 7    | +0.609    | 13   |
| 5      | Alessandro Zaccone | 7    | +1.371    | 11   |
| 6      | Matteo Ferrari     | 7    | +1.991    | 10   |
| 7      | Lukas Tulovic      | 7    | +2.249    | 9    |
| 8      | Nicholas Spinelli  | 7    | +3.497    | 8    |
| 9      | Andrea Mantovani   | 7    | +3.540    | 7    |
| 10     | Eric Granado       | 7    | +3.689    | 6    |
| 11     | Massimo Roccoli    | 7    | +4.466    | 5    |
| 12     | Maria Herrera      | 7    | +5.596    | 4    |
| 13     | Alessio Finello    | 7    | +6.605    | 3    |
| 14     | Chaz Davies        | 7    | +10.651   | 2    |
| 15     | Kevin Manfredi     | 7    | +11.135   | 1    |
| 16     | Armando Pontone    | 7    | +15.707   |      |
| DNF    | Oscar Gutiérrez    | 6    | Pád       |      |
| DNF    | Miquel Pons        | 0    | Pád       |      |
| Zdroj  |                    |      |           |      |

### Stav mistrovství po závodě
| Pohár jezdců | Pohár jezdců       | Pohár jezdců |      | Pohár týmů               | Pohár týmů | Pohár týmů |
| Poz.         | Jezdec             | Body         | Poz. | Tým                      | Body       |            |
| ------------ | ------------------ | ------------ | ---- | ------------------------ | ---------- | ---------- |
| 1            | Héctor Garzó       | 224          | 1    | Dynavolt Intact GP MotoE | 326        |            |
| 2            | Mattia Casadei     | 186          | 2    | Openbank Aspar Team      | 308        |            |
| 3            | Kevin Zannoni      | 180          | 3    | Tech3 E-Racing           | 288        |            |
| 4            | Oscar Gutiérrez    | 175          | 4    | LCR E-Team               | 266        |            |
| 5            | Alessandro Zaccone | 151          | 5    | Axxis – MSi              | 258        |            |